# Rashid Bakr
El Rashid El Tahir Bakr (24 de junio de 1930-11 de marzo de 1988) fue un político sudanés nacido en Karkoj, en la región del Nilo Azul Karkoj. En 1958 se graduó en la Facultad de Leyes de la Universidad de Jartum. Fue vicepresidente y primer ministro de Sudán del 11 de agosto de 1976 hasta el 10 de septiembre de 1977. 
También fue presidente de la Asamblea Nacional de 1974 a 1977 y de 1980 a 1981.
Bakr fue miembro del partido  Unión Socialista Sudanesa.